# Vanda Vremšak Richter
Vanda Vremšak Richter, slovenska germanistka, slikarka, prevajalka.
Vanda Vremšak Richter je vnukinja Mare Kralj in Toneta Kralja, njena mama je bila operna pevka Tatjana Kralj, oče skladatelj Samo Vremšak. Imela je sestro dvojčico Ireno Vremšak Baar. Nižjo gimnazijo je obiskovala v Wuppertalu. V Ljubljani je zaključila študij germanistike (angleščina, nemščina) na Filozofski fakulteti. Tam je zaposlena kot univ. lektorica za nemški jezik na Oddelku za germanistiko. Med pogostimi bivanji v tujini je bogatila svoje znanje na področju slikarstva, med prvimi mentorji je bila babica Mara. Čeprav slika že dolgo in je sodelovala na več skupinskih razstavah, se je šele od 2010 začela predstavljati v javnosti s samostojnimi razstavami.  Leto kasneje je vzela v najem nekdanji atelje dedka Toneta Kralja v Izoli. Po materini smrti, je prevzela skrb za Fundacijo Toneta Kralja in Fundacijo Lucijana Marije Škerjanca. Je tudi prevajalka, prevaja humanistiko in leposlovje.

## Samostojne razstave
- 2010 Galerija Imago Sloveniae, Ljubljana
- 2010 Galerija Open, Ljubljana
- 2012 Galerija Alga, Izola
- 2012 Galerija Imago Sloveniae, Ljubljana
- 2015 Galerija Insula, Izola
- 2015 Galerija Janeza Boljke, Ljubljana
- 2017 Galerija v Gradu Vipolže, Goriška Brda
- 2020 Finžgarjeva galerija, Ljubljana
- 2025 Galerija "Peti štuk", Filozofska fakulteta Univerze v Ljubljani, Ljubljana